# طیب ابوالقاسم
طیب بن منصور ابوالقاسم امام بیست و یکم اسماعیلیان مستعلی است که پسر خلیفه فاطمی، منصور بن مستعلی بود. مستعلیه به غیبت او اعتقاد دارند و کسانی که نایب او محسوب می‌شوند، داعی مطلق نامیده می‌شوند.

## کتابشناسی/ یادکردها
- ویلیام بوردهی (۱۳۶۴)، تحقیقی در آیین اسماعیلیه، ترجمهٔ زهرا سعیدی، مشهد: تابناک
- محمد بن زین العابدین (۱۳۶۲)، تاریخ جماعت اسمعیلیه:هدایت المومنین الطالبین، ترجمهٔ هما خاقان زاده، به کوشش الکساندر سیمونوف.، تهران: اساطیر